# Filipina Isabel de Orleães
Filipina Isabel Carlota de Orleães (em francês: Philippine Élisabeth Charlotte d'Orléans, Versalhes, 18 de dezembro de 1714 — Paris, 21 de maio de 1734). Era filha de Filipe II, Duque de Orleães e Francisca Maria de Bourbon, filha legitimada de Luís XIV de França com sua favorita, Madame de Montespan. Enquanto membro da Casa de Bourbon e da Casa de Orleães, Filipina Isabel tinha o direto ao tratamento de Princesa de sangue.

## Biografia
Filipina nasceu no Palácio de Versalhes, era a quinta filha sobrevivente de Filipe II, Duque de Orleães e Francisca Maria de Bourbon, uma filha legitimada de Luís XIV de França com sua favorita Madame de Montespan. Filipina era conhecida como Mademoiselle de Beaujolais. Ela foi educada com a irmã mais nova Luísa Diana de Orleães em um convento durante o período em que seu pai era Regente da França.
Sua avó paterna Isabel Carlota do Palatinado tornou-se muito próxima a ela e a visitava quase todos os dias no Palais Royal. Sua avó materna, Madame de Montespan morreu sete anos antes de seu nascimento.

### Possível casamento

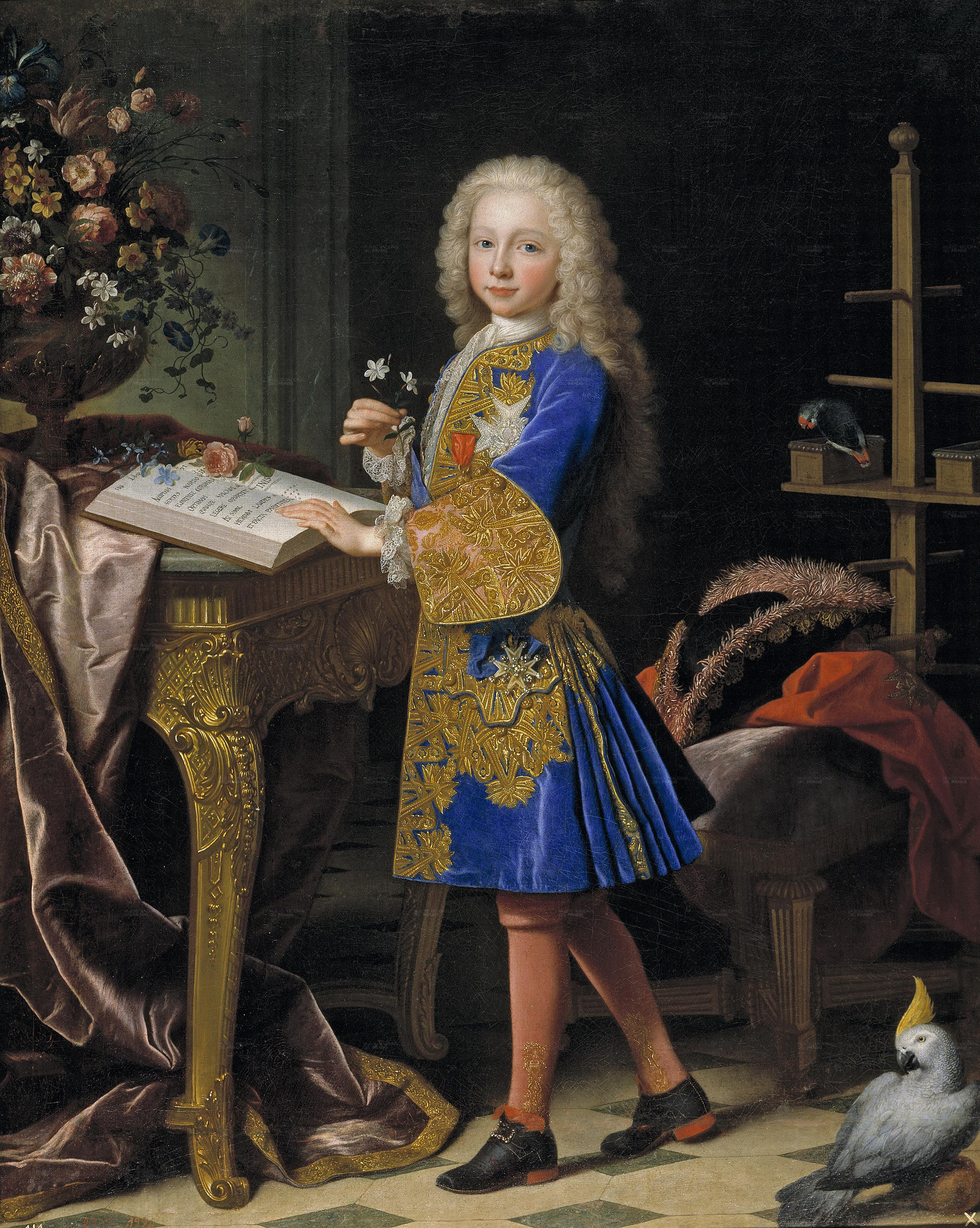
Infante Carlos, Jean Ranc, 1724.

Desde 1721, o rei Filipe negociava com Filipe II, Duque d'Orleães, regente de França, três possíveis casamentos entre França e Espanha que melhorariam a tensa relação entre os dois reinos. O jovem Luís XV de França casaria com a infanta Mariana Vitória de Bourbon, na altura com três anos de idade, que se tornaria rainha de França, o meio-irmão de Carlos, Luís, casaria com a quarta filha do regente, a princesa Luísa Isabel de Orleães. Carlos ficaria noivo de Filipina Isabel, quinta filha do duque de Orleães.
Em 1726, Carlos conheceu Filipina Isabel pela primeira vez; Isabel Farnésio escreveu mais tarde ao regente e à sua esposa sobre este encontro:
| “ | Creio que não lhe desagradará saber como correu o primeiro encontro com o seu pequeno marido. Os dois abraçaram-se muito carinhosamente e beijaram-se, e parece-me que ele não lhe é desagradável. Assim, desde hoje à noite que eles não se separam um do outro. Ela diz muitas coisas bonitas; uma pessoa apenas acredita nas coisas que ela diz quando as ouve. Tem a mente de um anjinho, e o meu filho está muito feliz por possuí-la (...). Ela pediu-me para lhe dizer que o adora do fundo do coração e que está muito contente com o seu marido. | ” |

À duquesa de Orleães escreveu:
| “ | Acho-a a criança mais bonita e adorável do mundo. É muito divertido vê-la com o seu pequeno marido: como se acariciam e como já se amam. Têm muitos segredinhos para contar um ao outro e não se conseguem separar nem um segundo. | ” |

O relacionamento com sua irmã, que nunca foi bom, tornou-se mais delicado, devido à Filipina estar ganhando toda a atenção da corte espanhola por sua beleza e inteligência, algo que nunca aconteceu com Luísa Isabel. Seu compromisso com Carlos foi mais tarde dissolvido, então ela foi chamada de volta à França em 1728.
A partida de Filipina foi vista como um caso triste, ao contrário da de sua irmã mais velha, Luísa Isabel, que nunca foi popular na corte. A rainha Viúva e a Mademoiselle de Beaujolais chegaram à fronteira da França, ao pé das montanhas dos Pireneus, em Saint-Jean-Pied-de-Port. Em seguida, eles viajaram e, apesar do que se esperava, as duas meninas não conseguiram entrar na cidade de Bayona porque seu primo e Primeiro-ministro, Luís Henrique, Duque de Bourbon, não mandaram ordens para garantir hospedagem para elas. Sua mãe foi obrigada a enviar ordens para fazer uma série de salas no Château de Vincennes, onde chegaram em junho.

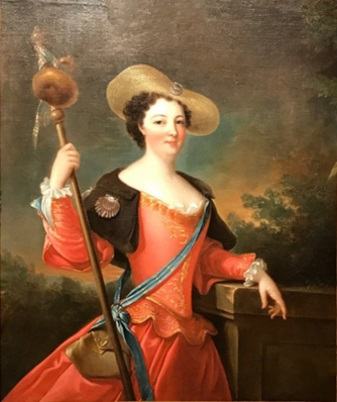
Retrato de Mademoiselle de Beaujolais como peregrina.
Atribuído a Pierre Gobert, c. 1730.

Quando seu antigo noivo se tornou o Duque de Parma em 1731, as esperanças de Filipinas e sua mãe foram revividas ao pensar que um casamento ainda era possível. Sua mãe aproximou-se do marquês de Bissy, que era o embaixador da França em Parma. As informações que a Duquesa-leiga de Orléans obteve foi que ele tinha sido fiel e que tinha atendido um anel que lhe foi concedido pelas filipinas. Com o encorajamento da duquesa de Orléans, de Bissy foi ao próprio Charles e lhe perguntou o que pensava sobre uma possível reunião do jovem casal. O novo duque soberano disse que queria se casar com uma jovem filipina e disse ao ministro Parmese que usasse qualquer medida possível para garantir a mão do seu amor. O ministro disse mais tarde que não podia consentir em ajudar até ver que não havia hostilidade no lado da Espanha.
Em 1733, eclodiu a Guerra de Sucessão da Polônia e causou mudanças nas relações internacionais. Esta guerra mais tarde tornou Charles o governante do Reino das Duas Sicílias. Apesar disso, Filipina não viu o dia em que seu amor se tornaria o Rei; enquanto vivia silenciosamente na residência favorita de sua mãe, o Château de Bagnolet em Bagnolet, morreu de varíola aos dezenove anos de idade. Após sua morte, o escritor francês Matthieu Marais escreveu ao presidente Bouhier:
| “ | Todos estão em lágrimas, e eu também; ela era uma princesa encantadora. | ” |

Filipina Isabel foi enterrada no convento de Val-de-Grâce em Paris um dia depois de sua morte.

## Títulos e estilos
- 18 de dezembro de 1714 – 21 de maio de 1734: "Sua Alteza Sereníssima, Mademoiselle de Beaujolais"

## Genealogia
| Filipina Isabel de Orleães | Pai: Filipe II, Duque de Orleães | Avô paterno: Filipe I, Duque de Orleães   | Bisavô paterno: Luís XIII de França             |
| Filipina Isabel de Orleães | Pai: Filipe II, Duque de Orleães | Avô paterno: Filipe I, Duque de Orleães   | Bisavó paterna: Ana de Áustria                  |
| Filipina Isabel de Orleães | Pai: Filipe II, Duque de Orleães | Avó paterna: Isabel Carlota do Palatinado | Bisavô paterno: Carlos I Luís, Eleitor Palatino |
| Filipina Isabel de Orleães | Pai: Filipe II, Duque de Orleães | Avó paterna: Isabel Carlota do Palatinado | Bisavó paterna: Carlota de Hesse-Cassel         |
| Filipina Isabel de Orleães | Mãe: Francisca Maria de Bourbon  | Avô materno: Luís XIV de França           | Bisavô materno: Luís XIII de França             |
| Filipina Isabel de Orleães | Mãe: Francisca Maria de Bourbon  | Avô materno: Luís XIV de França           | Bisavó materna: Ana de Áustria                  |
| Filipina Isabel de Orleães | Mãe: Francisca Maria de Bourbon  | Avó materna: Francisca Atenas             | Bisavô materno: Gabriel de Rochechouart         |
| Filipina Isabel de Orleães | Mãe: Francisca Maria de Bourbon  | Avó materna: Francisca Atenas             | Bisavó materna: Diane de Grandseigne            |